# فلیکس هاکوبیان
فلیکس والری هاکوبیان (ارمنی: Ֆելիքս Վալերի Հակոբյան)؛ زادهٔ ۱۱ مارس ۱۹۸۱ در باکو) یک بازیکن فوتبال در پست دروازه‌باناهل ارمنستان است.

## باشگاهی
از باشگاه‌هایی که در آن بازی کرده‌است می‌توان به دینامو-۲۰۰۰ ایروان، میکا، داماش ایرانیان و ایمپالس اشاره کرد.

## تیم ملی
وی همچنین در تیم ملی فوتبال ارمنستان بازی کرده‌است. هاکوبیان نخستین و تنها بازی ملی خود را در تاریخ ۱۲ سپتامبر ۲۰۰۷ در والتا، در مقابل مالت انجام داده‌است.

## افتخارات

### باشگاهی
- میکا
- مدال نقره لیگ برتر فوتبال ارمنستان: ۲۰۰۴, ۲۰۰۵
- مدال برنز لیگ برتر فوتبال ارمنستان: ۲۰۰۶, ۲۰۰۷
- قهرمان جام حذفی فوتبال ارمنستان: ۲۰۰۱, ۲۰۰۳, ۲۰۰۵, ۲۰۰۶
- قهرمان سوپر جام فوتبال ارمنستان: ۲۰۰۶
- فینالیست سوپر جام فوتبال ارمنستان: ۲۰۰۲, ۲۰۰۴, ۲۰۰۷

### انفرادی
- باارزش‌ترین دروازه‌بان لیگ برتر فوتبال ارمنستان: ۲۰۰۱, ۲۰۰۶, ۲۰۰۷